# Heraclea-Lyncestis
Heraklea-Lynkestis, (grekiska: Ἡράκλεια Λυγκηστίς, latin: Heraclea-Lyncestis), är en forntida stad med ursprung från mitten av 400-talet f.Kr.. Den ligger i närheten av Bitolas stadscentrum, vid foten av berget Baba. Staden fick namnet efter hjälten Herakles i den grekiska mytologin. Epitetet Lynkestis kommer från namnet på den antika region där staden låg.
Staden grundades av Filip II av Makedonien i mitten av 400-talet f.Kr.. Efter att romarna erövrat Makedonien under 200-talet f.Kr. blev staden genom sitt läge på Via Egnatia rik genom handel och fick under Septimius Severus statusen civitas.
Heraklea-Lynkestis blev under 300-talet e.Kr. biskopssäte. Under romerska rikets upplösning på slutet av 400-talet anfölls och plundrades av staden av avarer, goter och hunner ett flertal gånger. När staden förstördes av en jordbävning 518 e.Kr. övergavs den slutligen.
Idag ligger dess ruiner inom Nordmakedoniens gränser.
Ett betydande föremål som finns kvar är en 100 m² stor mosaik i resterna av en basilika. Mosaiken visar vinrankor och rådjur som drickar från en brunn, en påfågel som ett tecken för uppståndelse samt en duva som ett symbol för paradiset. Paradiset visas även som en trädgård med fruktträd där ett lejon kämper mot en tjur och en leopard strider mot en antilop. Vid kanten finns havsdjur som ett symbol för havet som omger jorden. Flera delar av utställning täcks under vintern med sand. Olika föremål från platsen visas i museer intill Heraklea-Lynkestis, i Bitola och i Skopje. En skulptur som föreställer Aischines huvud flytades till British Museum i London.